# Приттас, Атанасиос
Атана́сиос При́ттас (греч. Θανάσης Πρίττας; 9 января 1979, Салоники, Греция) — греческий футболист, полузащитник.

## Карьера

### Клубная
Приттас начинал карьеру в «Посейдоне», в 1999 году он перешёл в клуб Суперлиги «Ксанти», где играл 6 сезонов и провёл 97 матчей. После играл в «Ираклисе». В 2007 году перешёл в «Арис», где стал игроком основы и обратил на себя внимание скаутов сборной.

### Международная
В 2010 году Отто Рехагель включил игрока в заявку на чемпионат мира, причём до этого Приттас в национальную сборную не вызывался. Дебют мог состояться в товарищеском матче с Северной Кореей, но на поле игрок не вышел. На чемпионате Приттас также не сыграл ни в одном матче.